# 尼圭拉斯
尼圭拉斯（西班牙語：Nigüelas）是西班牙安达卢西亚自治区格拉纳达省的一个市镇。总面积31平方公里，2001年普查人口總數為1118人，人口密度為每平方公里26人。